# Missionárias de Nossa Senhora das Graças
As Missionárias de Nossa Senhora das Graças, irmãs Gracianas, são religiosas missionárias pertencentes a um Instituto de Vida Consagrada de direito diocesano, fundado no dia 28 de janeiro de 1947, em São Francisco do Glória-MG, pelo padre austríaco Bruno Konrad List, ao quem se juntou posteriormente a co-fundadora e primeira superiora geral do Instituto, Irmã Rosa da Silveira Costa.

Dom João Batista Cavati, bispo diocesano de Caratinga, depois de sucessivas tentativas de trazer para sua Diocese comunidades  de religiosas, decidiu apoiar a iniciativa do padre Bruno Konrad List, membro da Sociedade do Divino Salvador, de fundar um Instituto Missionário.
As irmãs gracianas trabalham em vários apostolados, entre os quais se destacam o cuidado dos enfermos e doentes, o ensino, e a pastoral paroquial. O Instituto conta com mais de 100 religiosas, das quais 75 trabalham na Diocese de Caratinga. Sua divisa é: Por Maria tudo ao Salvador. 

## Anuário Católico 2009/2010, p. 567-568.
1. ↑   Anuário Católico 2009/2010, p. 566
2. ↑   Anuário Católico 2009/2010, p. 567-568

.